# Магнітне квантове число
Магнíтне ква́нтове число́ (рос. магнитное квантовое число, англ. magnetic quantum number) — одне з чотирьох квантових чисел атомних орбіталей, позначається звичайно m.
Визначає орієнтацію атомної орбіталі в просторі, квантуючи проєкцію орбітального моменту електрона на напрямок зовнішнього магнітного поля. Його величина пов'язана з орбітальним (азимутальним) квантовим числом l і воно може мати такі значення: −l, −l+1,.., 0,.., l-1, l. Якщо l=2, то дозволеними значеннями m будуть −2, −1, 0, +1, +2. Це означає, що існує 5 по-різному орієнтованих орбіталей цього типу, в цьому випадку 5 d-орбіталей, які по-різному орієнтовані відносно осей системи.